# Property of Jesus
Property of Jesus – piosenka skomponowana przez Boba Dylana, nagrana przez niego w maju 1981 r., wydana na albumie Shot of Love w sierpniu 1981 r.

## Historia i charakter utworu
Utwór ten został nagrany w studiu Clover Recorders w Los Angeles w Kalifornii 1 maja 1981 r. Była to trzynasta sesja nagraniowa tego albumu. Producentem sesji byli Chuck Plotkin i Bob Dylan.
Utwór ten jest udanym powrotem Dylana do tematów biblijnych i jest obdarzony świetną partią fortepianową Cliffa Pickhardta.
Uważa się, że jego geneza tkwi w pewnej wypowiedzi Micka Jaggera na temat konwersji Dylana. Utwór ten nigdy nie był wykonywany na koncertach.

## Muzycy
- Bob Dylan - wokal, gitara
- Fred Tackett - gitara
- Danny Kortchmar - gitara
- Willie Smith - instrumenty klawiszowe
- Donald Dunn - gitara basowa
- Ringo Starr - perkusja
- Jim Keltner - perkusja
- Carolyn Dennis, Madelyn Quebec - chórki

## Dyskografia
Albumy
- Shot of Love (1981)